# Joëlle Cœur
Pour les articles homonymes, voir Cœur.
Joëlle Cœur est une actrice et mannequin de charme française née en novembre 1948.

## Biographie

### Les débuts
Avant de faire carrière sur grand écran, Joëlle Cœur travaille d'abord comme modèle de charme. Elle apparaît dans de nombreux magazines en France (Nous trois no 14, Nature et beauté no 6) ou aux Pays-Bas (Chick no 69) et pose pour des romans photos érotiques aux contenus parfois assez osés. 

### Carrière à l'écran
Au cinéma, Joëlle Cœur tourne essentiellement dans des films soft érotiques, très en vogue dans la première moitié des années 1970. On la trouve parfois créditée au générique sous son véritable nom.

C'est principalement grâce à sa collaboration avec Jean Rollin qu'elle reste dans les mémoires. Il sait tirer parti de sa sensualité dans deux films érotiques (Jeunes filles impudiques et Tout le monde il en a deux) et surtout dans Les Démoniaques où elle interprète Tina, l'égérie perverse d'une bande de naufrageurs. Considérée comme une des plus belles actrices sexys de la période, elle travaille à trois reprises pour José Bénazéraf. Après Black Love, elle tient la vedette de Voir Malte et mourir et Les Lesbiennes, deux films tournés à Malte. Elle fait la couverture des numéros 18 et 30 du mensuel Euro cinéma. 
En 1976, elle montre ses talents de comédienne en endossant un double rôle dans Et si tu n'en veux pas sous la direction de Jacques Besnard. On la retrouve aussi aux côtés de Michael Lonsdale dans le court-métrage La Nuit du beau marin peut-être. Quand le porno s'impose, elle refuse de tourner des scènes « hardcore » et préfère s'éloigner des plateaux de cinéma.

### Après le cinéma
Elle exerce le métier de psychothérapeute depuis 1979.[réf. nécessaire]

## Filmographie

### Cinéma

#### Longs métrages
- 1972 : Jeux pour couples infidèles, de  Jean Desvilles : un mannequin
- 1972 : Je suis frigide... pourquoi ? (ou Comment le Désir vient aux filles), de Max Pécas : Une fille à la fête[7]
- 1972 : Sexana, moyen métrage de Hubert Lacoudre : la victime[8]
- 1973 : Jeunes filles impudiques, de Jean Rollin : Monique
- 1974 : Le Journal érotique d'un bûcheron, de Jean-Marie Pallardy : la belle cavalière[9]
- 1974 : Le Tango de la perversion, de  Pierre-Claude Garnier : Irma
- 1974 : Black Love (ou L'Homme qui voulait violer le monde), de José Bénazéraf :
- 1974 : Tout le monde il en a deux (ou Bacchanales sexuelles), de Jean Rollin : Valérie
- 1974 : Le Rallye des joyeuses, d'Alain Nauroy : Vicky
- 1974 : Les Petites Saintes y touchent (ou Jeunes Filles en extase), de Michel Lemoine : Ursula
- 1974 : Les Démoniaques (ou Deux vierges pour Satan), de Jean Rollin : Tina, la naufrageuse
- 1975 : Le Jeu avec le feu, d'Alain Robbe-Grillet : La mariée
- 1975 : La Grande Blonde avec une petite chatte noire, de José Varela : Camille[9]
- 1975 : Le Désir (ou Infidélités), de Jean-François Davy : Cécile
- 1975 : Les Lesbiennes, de José Bénazéraf : Joëlle
- 1975 : Pleins Feux sur un voyeur, de Pierre-Claude Garnier : Pamela Garland
- 1976 : Les Week-ends maléfiques du Comte Zaroff, de Michel Lemoine : Anne
- 1976 : Et si tu n'en veux pas (ou Baby Love, ou Joëlle et Pauline), de Jacques Besnard : Joëlle/Yvette
- 1976 : Une Garce en chaleur, (remontage avec inserts hard de Voir Malte et mourir, 1974) de José Bénazéraf : Joëlle

#### Courts métrages
- 1976 : La Nuit du beau marin peut-être, court métrage de Frank Verpillat :

### Images d'archives
- 1987 : Cynthia's Diary, de José Bénazéraf (scènes extraites de Les Lesbiennes  et Une Garce en chaleur)
- 2001 : Girls who like girls, documentaire de Pauline Edwards (scène coupée de Je suis frigide... pourquoi ?)